# Walter Tevis
Walter Stone Tevis Jr. (San Francisco, 1928. február 28. – New York, 1984. augusztus 8.) amerikai regényíró és forgatókönyvíró volt. Hat regénye közül háromból készült nagyjátékfilm: The Hustler, The Color of Money és a The Man Who Fell to Earth. Egy negyedik, The Queen's Gambit című regényéből azonos címmel minisorozat készült, amelyet 2020-ban mutatott be a Netflix. Könyveit legalább 18 nyelvre fordították le.

## Élete és pályája
Tevis 1928-ban született a kaliforniai San Franciscoban Anna Elizabeth „Betty” (született Bacon) és Walter Stone Tevis értékbecslő gyermekeként, a Sunset körzetben nőtt fel, a Golden Gate Parkkal szemben. Nővére, Betty 1925-ben született.
Reumás szívbetegsége lett, ezért szülei egy évre a Stanford Gyermekgyógyintézetbe helyezték (és nagy dózisú fenobarbitált adtak neki), ez idő alatt visszatértek Kentuckyba, ahol a Tevis család egy földbirtokot kapott Madison megyében. Walter 11 évesen egyedül utazott át az országon vonattal, hogy csatlakozzon családjához Kentuckyban. Összebarátkozott Toby Kavanaugh-val, egy gimnazista társával, és megtanult biliárdozni a Kavanaugh-kúriában, Lawrenceburgban. Az ottani könyvtárban olvasott először sci-fit. Életre szóló barátok maradtak. Kavanaugh később egy lexingtoni biliárdterem tulajdonosa lett, ami hatással volt Tevis írói munkásságára.
Tevis a tizenhetedik születésnapján lépett be a haditengerészethez. Ács-segéd lett, és a USS Hamul fedélzetén szolgált Okinawán.
Leszerelése után, 1945-ben elvégezte a Model Laboratory School-t. A Kentucky Egyetemre iratkozott be, ahol angol irodalomból B.A. (1949) és M.A. (1954) diplomát szerzett, és A. B. Guthrie Jr. mellett tanult, aki a The Big Sky című könyv szerzője volt. Tevis ottani diákévei alatt egy biliárdteremben dolgozott, és publikált egy biliárdról szóló történetet, amelyet Guthrie osztályára írt. Később az Iowa Writers' Workshopba járt, ahol 1960-ban kreatív írásból MFA-fokozatot szerzett.
A diploma megszerzése után a Kentucky Highway Departmentnek írt. A természettudományoktól az angolon át a testnevelésig számos területen tanított Kentucky kisvárosi középiskoláiban, Science Hillben, Hawesville-ben, Irvine-ben és Carlisle-ban. Tanított a Northern Kentucky Egyetemen, a Kentucky Egyetemen és a Southern Connecticut State University-n is.
1965-től 1978-ig angol irodalmat és kreatív írást tanított az Ohio Egyetemen (Athens, Ohio), ahol egyetemi tanárrá nevezték ki. Tevis tagja volt az Authors Guildnek.

## Karrier

### Novellák
Tevis több mint két tucat novellát írt különböző magazinok számára. „The Big Hustle” című, a Collier's (1955. augusztus 5.) számára írt történetét Denver Gillen illusztrálta. Ezt követték novellák a The American Magazine, a Bluebook, a Cosmopolitan, az Esquire, a Galaxy Science Fiction, a Playboy, a Redbook és a Saturday Evening Post hasábjain.

### Regények
Első regénye, a The Hustler 1959-ben jelent meg a Harper & Row kiadónál. Ezt követte a The Man Who Fell to Earth című regénye, amely 1963-ban jelent meg. Ebben a regényében a gyermekkorának elemeiből merített, amint azt James Sallis a Boston Globe-ban írta:
A felszínen az Ember egy földönkívüli története, aki azért érkezik a Földre, hogy megmentse saját civilizációját, és a viszontagságok, a figyelemelterelés és a hit elvesztése („Akarom... De nem eléggé”) miatt kudarcot vall. Csak a felszín alatt az 1950-es évek konvencionizmusának és a hidegháborúnak a példázataként olvasható. Tevis saját szavaival élve a sok más dolog közül az egyik, ami ez a könyv: „egy nagyon is álcázott önéletrajz”, amely elmeséli, hogy gyermekként San Franciscóból, „a fény városából” a vidéki Kentuckyba költözött, és hogy gyermekkori betegsége miatt sokáig ágyhoz volt kötve, és miután felépült, gyenge, törékeny és különálló maradt. Arról is szólt – ahogy csak a megírása után jött rá –, hogy alkoholistává vált.Ezen túl természetesen keresztény példázat és a művész portréja.Végül pedig az egyik legszívszorítóbb könyv, amit ismerek, a nagy ambíciók és a szörnyű kudarcok trénódiája, és az ember abszolút, áthidalhatatlan magányának megidézése.
Míg az Ohio Egyetemen tanított, Tevis felfigyelt arra, hogy a diákok műveltségi szintje riasztó mértékben csökken. Ez a megfigyelés adta neki a Mockingbird (1980) ötletét, amely a 25. századi, zord és hanyatló New Yorkban játszódik. A népesség csökken, senki sem tud olvasni, és robotok uralkodnak a bedrogozott, írástudatlan emberek felett. A születési ráta csökkenésével a faj vége is lehetségesnek tűnik. Tevist 1980-ban a Mockingbird című regényéért a legjobb regénynek járó Nebula-díjra jelölték. Egyik utolsó televíziós interjúja során elárulta, hogy a PBS egyszer azt tervezte, hogy Ursula K. Le Guin The Lathe of Heaven című 1979-es filmjének folytatásaként elkészíti a Mockingbird-öt.
Tevis írta The Steps of the Sun (1983), The Queen's Gambit (1983) címűeket is és a The Color of Money-t (1984), amely a The Hustler folytatása. Novelláit 1981-ben a Far from Home című kötetben gyűjtötték össze.

## Adaptációk
Tevis hat regénye közül háromból készült nagyjátékfilm, egyből pedig televíziós minisorozat. A Robert Rossen által rendezett The Hustler és a Martin Scorsese által rendezett The Color of Money a fiktív biliárdos „Fast Eddie” Felson kalandjait követte nyomon. A Nicolas Roeg által rendezett The Man Who Fell to Earth 1976-ban került a mozikba; ezt követően 1987-ben tévéfilmként, 2022-ben pedig tévésorozatként újraforgatták. The Queen’s Gambit egy 2020-as Netflix-minisorozat Anya Taylor-Joy főszereplésével.

## Magánélete
1957-ben vette el Jamie Griggs-t, és több mint húsz évig maradtak együtt, mielőtt elváltak. Két gyermekük született, egy fiú, William Thomas és egy lány, Julia Ann.
Tevis erős dohányos, szerencsejátékos és alkoholista volt, és műveiben gyakran központi témaként szerepeltek ezek a vétkek. Fogta a The Hustler filmjogaiból szerzett pénz egy részét, és családjával Mexikóba költözött, ahol később azt állította, hogy „nyolc hónapig részeg volt”. Amikor ivott, nem tudott írni. Fia, Will szerint „[Walter Tevis] minden saját könyvének [anti]hőse”. Mivel szívbetegsége volt, fiatalon fenobarbitált kapott. Ezt tartják a The Queen's Gambit-ben Beth Harmon karaktere részbeni ihletőjének, és Tevis szerint ez az oka későbbi alkoholizmusának is. Tevis az 1970-es években az Anonim Alkoholisták segítségével tudta leküzdeni alkoholfüggőségét.
Tevis utolsó éveit New Yorkban töltötte, ahol főállású íróként dolgozott, majd 1984-ben tüdőrákban meghalt. A Kentucky állambeli Richmondban temették el.
Jamie Griggs Tevis 2003-ban adta ki önéletrajzát My Life with the Hustler címmel. 2006. augusztus 4-én halt meg.
1983-ban Tevis feleségül vette Eleanora Walkert, aki később a Walter Tevis Copyright Trust vagyonkezelője lett. 2016. december 9-én halt meg a New York-i Bellevue kórházban, nyilvánvalóan öngyilkos lett. Walter Tevis irodalmi munkásságát a Susan Schulman Irodalmi Ügynökség képviseli.

## Bibliográfia

### Regények
- The Hustler. Harper & Row (1959. március 22.)
- The Man Who Fell to Earth. Gold Medal Books (1963. március 22.) Reprint: Del Rey Impact, 1999.
- Mockingbird (1980. március 22.) Reprint: Del Rey Impact, 1999.
- The Steps of the Sun (1983. március 22.)
- The Queen's Gambit (1983. március 22.)
- The Color of Money (1984. március 22.)

### Novellák
Gyűjtemények
- Far from Home, Doubleday, 1981
- The King Is Dead: Stories, Vintage, 2023

Történetek jegyzéke
- "The Best in the Country", Esquire, November 1954.
- "The Big Hustle", Collier's, August 5, 1955.
- "Misleading Lady", The American Magazine, October 1955.
- "Mother of the Artist", Everywoman's, 1955.
- "The Man from Chicago", Bluebook, January 1956.
- "The Stubbornest Man", Saturday Evening Post, January 19, 1957.
- "The Hustler", (original title: "The Actors") Playboy
- "Operation Gold Brick" (original title: "The Goldbrick"), If, June 1957.
- "The Ifth of Oofth", Galaxy, April 1957
- "The Big Bounce", Galaxy, February 1958.[33][34]
- "Sucker's Game", Redbook, August 1958.
- "First Love", Redbook, August 1958.
- "Far From Home", The Magazine of Fantasy & Science Fiction, December 1958.
- "Alien Love" (original title: "The Man from Budapest") Cosmopolitan, April 1959. Adapted as a teleplay for NBC's The Loretta Young Show, season 7, episode 12, aired December 13, 1959.
- "A Short Ride in the Dark", Toronto Star Weekly Magazine, April 4, 1959.
- "Gentle Is the Gunman" Saturday Evening Post, August 13, 1960.
- "The Other End of the Line", The Magazine of Fantasy & Science Fiction, November 1961.
- "The Machine That Hustled Pool", Nugget, February 1961.
- "The Scholar's Disciple", College English, October 1969.
- "The King Is Dead", Playboy, September 1973.
- "Rent Control", Omni, October 1979.
- "The Apotheosis of Myra", Playboy, July 1980.
- "Echo" The Magazine of Fantasy & Science Fiction, October 1980.
- "Out of Luck", Omni, November 1980.
- "Sitting in Limbo", Far from Home, 1981.
- "Daddy", Far from Home, 1981.
- "A Visit from Mother", Far from Home, 1981.

### Kritikai tanulmányok és recenziók Tevis munkásságáról
- Sallis, James (2000. július 1.). „The Man Who Fell to Earth and Mockingbird [reviews]”. The Magazine of Fantasy & Science Fiction 99 (1), 32–37. o.
- Ifkovic, Ed. "The Hustler", in Talking of Michelangelo: 20 Memories. Createspace 2014, pp. 1–9.

### Magyarul megjelent
- Sokszavú poszáta (Mockingbird) – Metropolis Media, Budapest, 2018 · ISBN 9786155628788 · Fordította: Joó Attila
- A vezércsel (The Queen's Gambit) – GABO, Budapest, 2020 · ISBN 9789635660407 · Fordította: Szabó Luca
- A Földre esett férfi (The Man Who Fell to Earth) – GABO, Budapest, 2022 · ISBN 9789635663224 · Fordította: Nagy Gergely

## Fordítás
- Ez a szócikk részben vagy egészben  a   Walter Tevis című angol Wikipédia-szócikk fordításán alapul.  Az eredeti cikk szerkesztőit annak laptörténete sorolja fel. Ez a jelzés csupán a megfogalmazás eredetét és a szerzői jogokat jelzi, nem szolgál a cikkben szereplő információk forrásmegjelöléseként.